# Flachmoore von nationaler Bedeutung im Kanton Zürich
Hier sind die Flachmoore von nationaler Bedeutung im Kanton Zürich aufgelistet. Diese Zürcher Flachmoore von nationaler Bedeutung sind in der Schweiz durch die Flachmoorverordnung des Bundes geschützt (französisch Ordonnance sur la protection des bas-marais d’importance nationale, italienisch Ordinanza sulla protezione delle paludi d’importanza nazionale). Die Verordnung stützt sich auf das Bundesgesetz vom 1. Juli 1966 über den Natur- und Heimatschutz.
Die aufgelisteten Flachmoore sind Teil des Bundesinventars der Flachmoore von nationaler Bedeutung. Die Europäische Umweltagentur (European Environment Agency) koordiniert die Daten der europäischen Mitglieder. Die inventarisierten Flachmoore von nationaler Bedeutung der Schweiz führen in der internationalen Datenbank den Code «CH04».

## Ziel
Ziel der Flachmoorverordnung sind der Schutz dieser Flachmoore, die Erhaltung und Förderung der standortheimischen Pflanzen- und Tierwelt und ihrer ökologischen Grundlagen sowie die Erhaltung der geomorphologischen Eigenart. Die Gebiete sind offiziell ausgewiesene Schutzgebiete in Natur- und Landschaftsschutz.

## IUCN-Kategorie
Die Flachmoore von nationaler Bedeutung in der Schweiz sind in der IUCN-Kategorie IV registriert. Diese umfasst Biotop- und Artenschutzgebiete mit einem Management, das ein gezieltes Monitoring und regelmässige Eingriffe zur Erhaltung des Schutzgebietes vorsieht, wie beispielsweise zur Verhinderung der Verbuschung und Verwaldung.

## Herkunft der Daten
Die Aufstellung entspricht der Liste im Anhang 1 zur Flachmoorverordnung des Bundes vom 7. September 1994, die am 1. Oktober 1994 in Kraft trat und zuletzt am 12. Mai 2021 aktualisiert wurde. Von dort stammen die Nummer des Objekts, die Angabe zur Fläche inklusive umliegender Pufferzonen, die Angabe zur Standortgemeinde und zum Jahr der Ausweisung sowie der Link zur Lokalisierung des Objekts auf der dynamischen Karte von Swisstopo und die Geokoordinaten, die auf der Basis der Schweizer Landeskoordinaten in einen internationalen Standard transformiert wurden. Von der Common Database on Designated Areas der Europäischen Umweltagentur (IUCN) stammen die Angaben zur IUCN-Kategorie und der CDDA-Sitecode mit dem Link zu deren Karte.

## Liste der Flachmoore von nationaler Bedeutung im Kanton Zürich
| Objekt (Swisstopo) | Gebietsname Lokalität                        | Standort- gemeinde(n)                   | CDDA- Sitecode    | Fläche in ha                 | Koordinate            | Jahr der Ausweisung   | Bild |
| ------------------ | -------------------------------------------- | --------------------------------------- | ----------------- | ---------------------------- | --------------------- | --------------------- | --- |
| 4                  | Langnauer Berg                               | Langnau am Albis                        | 166597            | 3,99                         | ⊙                     | 1994                  | Bild gesucht Die Wikipedia wünscht sich an dieser Stelle ein Bild vom hier behandelten Ort. Falls du dabei helfen möchtest, erklärt die Anleitung , wie das geht. BW |
| 6                  | Gmeimatt                                     | Ottenbach                               | 166602            | 4,23                         | ⊙                     | 1994                  | |
| 7                  | Bibelaas                                     | Ottenbach                               | 166605            | 5,51                         | ⊙                     | 1998                  | |
| 9                  | Lunnergrien                                  | Obfelden, Ottenbach                     | 166622            | 10,05                        | ⊙                     | 1994                  | |
| 10                 | Lunnerallmend                                | Obfelden                                | 166651            | 12,82                        | ⊙                     | 1994                  | Bild gesucht Die Wikipedia wünscht sich an dieser Stelle ein Bild vom hier behandelten Ort. Falls du dabei helfen möchtest, erklärt die Anleitung , wie das geht. BW |
| 13                 | Riede im Jonental                            | Affoltern am Albis, Mettmenstetten      | 166627            | 3,15                         | ⊙                     | 1996                  | Bild gesucht Die Wikipedia wünscht sich an dieser Stelle ein Bild vom hier behandelten Ort. Falls du dabei helfen möchtest, erklärt die Anleitung , wie das geht. BW |
| 14                 | Bislikerhau-Riede                            | Affoltern am Albis                      | 166598            | 2,89                         | ⊙                     | 1994                  | Bild gesucht Die Wikipedia wünscht sich an dieser Stelle ein Bild vom hier behandelten Ort. Falls du dabei helfen möchtest, erklärt die Anleitung , wie das geht. BW |
| 18                 | Sennweid                                     | Hausen am Albis                         | 166629            | 2,70                         | ⊙                     | 1994                  | Bild gesucht Die Wikipedia wünscht sich an dieser Stelle ein Bild vom hier behandelten Ort. Falls du dabei helfen möchtest, erklärt die Anleitung , wie das geht. BW |
| 19                 | Hexengraben                                  | Aeugst am Albis                         | 166630            | 2,71                         | ⊙                     | 1994, 1996            | Bild gesucht Die Wikipedia wünscht sich an dieser Stelle ein Bild vom hier behandelten Ort. Falls du dabei helfen möchtest, erklärt die Anleitung , wie das geht. BW |
| 20                 | Südlich Seehüsli                             | Aeugst am Albis                         | 166613            | 7,44                         | ⊙                     | 1994, 1996            | Bild gesucht Die Wikipedia wünscht sich an dieser Stelle ein Bild vom hier behandelten Ort. Falls du dabei helfen möchtest, erklärt die Anleitung , wie das geht. BW |
| 24                 | Schnabellücke                                | Hausen am Albis                         | 166637            | 2,15                         | ⊙                     | 1996                  | Bild gesucht Die Wikipedia wünscht sich an dieser Stelle ein Bild vom hier behandelten Ort. Falls du dabei helfen möchtest, erklärt die Anleitung , wie das geht. BW |
| 26                 | Stumpenhölzlimoos                            | Oberrieden                              | 166624            | 2,73                         | ⊙                     | 1994                  | Bild gesucht Die Wikipedia wünscht sich an dieser Stelle ein Bild vom hier behandelten Ort. Falls du dabei helfen möchtest, erklärt die Anleitung , wie das geht. BW |
| 27                 | Langmoos                                     | Oberrieden                              | 166615            | 3,18                         | ⊙                     | 1994                  | Bild gesucht Die Wikipedia wünscht sich an dieser Stelle ein Bild vom hier behandelten Ort. Falls du dabei helfen möchtest, erklärt die Anleitung , wie das geht. BW |
| 29                 | Gattikerweier                                | Thalwil                                 | 166600            | 5,18                         | ⊙                     | 1994                  | |
| 31                 | Ägelsee                                      | Knonau, Maschwanden                     | 166675            | 2,66                         | ⊙                     | 1994                  | Bild gesucht Die Wikipedia wünscht sich an dieser Stelle ein Bild vom hier behandelten Ort. Falls du dabei helfen möchtest, erklärt die Anleitung , wie das geht. BW |
| 34                 | Häglimoos                                    | Kappel am Albis, Knonau                 | 166709            | 5,03                         | ⊙                     | 1994                  | Bild gesucht Die Wikipedia wünscht sich an dieser Stelle ein Bild vom hier behandelten Ort. Falls du dabei helfen möchtest, erklärt die Anleitung , wie das geht. BW |
| 36                 | Moos südlich Grünholz                        | Knonau                                  | 166702            | 2,66                         | ⊙                     | 1994                  | Bild gesucht Die Wikipedia wünscht sich an dieser Stelle ein Bild vom hier behandelten Ort. Falls du dabei helfen möchtest, erklärt die Anleitung , wie das geht. BW |
| 37                 | Arbach                                       | Kappel am Albis, Rifferswil             | 166689            | 5,77                         | ⊙                     | 1994, 1996            | Bild gesucht Die Wikipedia wünscht sich an dieser Stelle ein Bild vom hier behandelten Ort. Falls du dabei helfen möchtest, erklärt die Anleitung , wie das geht. BW |
| 38                 | Rorholz                                      | Rifferswil                              | 166683            | 3,51                         | ⊙                     | 1994                  | Bild gesucht Die Wikipedia wünscht sich an dieser Stelle ein Bild vom hier behandelten Ort. Falls du dabei helfen möchtest, erklärt die Anleitung , wie das geht. BW |
| 39                 | Brüggen                                      | Hausen am Albis, Rifferswil             | 166680            | 2,76                         | ⊙                     | 1994                  | Bild gesucht Die Wikipedia wünscht sich an dieser Stelle ein Bild vom hier behandelten Ort. Falls du dabei helfen möchtest, erklärt die Anleitung , wie das geht. BW |
| 43                 | Ägertenried                                  | Hirzel                                  | 166707            | 5,96                         | ⊙                     | 1994                  | Bild gesucht Die Wikipedia wünscht sich an dieser Stelle ein Bild vom hier behandelten Ort. Falls du dabei helfen möchtest, erklärt die Anleitung , wie das geht. BW |
| 44                 | Chrutzelenmoos                               | Hirzel                                  | 166693            | 17,22                        | ⊙                     | 1994                  | Bild gesucht Die Wikipedia wünscht sich an dieser Stelle ein Bild vom hier behandelten Ort. Falls du dabei helfen möchtest, erklärt die Anleitung , wie das geht. BW |
| 46                 | Grindel                                      | Horgen                                  | 166672            | 6,48                         | ⊙                     | 1994, 1996            | Bild gesucht Die Wikipedia wünscht sich an dieser Stelle ein Bild vom hier behandelten Ort. Falls du dabei helfen möchtest, erklärt die Anleitung , wie das geht. BW |
| 47                 | Grindelmoos                                  | Horgen                                  | 166677            | 1,53                         | ⊙                     | 1994                  | Bild gesucht Die Wikipedia wünscht sich an dieser Stelle ein Bild vom hier behandelten Ort. Falls du dabei helfen möchtest, erklärt die Anleitung , wie das geht. BW |
| 48                 | Östlich Ändenholz                            | Horgen                                  | 166697            | 1,82                         | ⊙                     | 1994                  | Bild gesucht Die Wikipedia wünscht sich an dieser Stelle ein Bild vom hier behandelten Ort. Falls du dabei helfen möchtest, erklärt die Anleitung , wie das geht. BW |
| 49                 | Geeristegried/Spitzenmoos                    | Hirzel, Wädenswil                       | 166699            | 11,26                        | ⊙                     | 1994                  | Bild gesucht Die Wikipedia wünscht sich an dieser Stelle ein Bild vom hier behandelten Ort. Falls du dabei helfen möchtest, erklärt die Anleitung , wie das geht. BW |
| 51                 | Streuweid                                    | Hirzel                                  | 166695            | 4,35                         | ⊙                     | 1994                  | Bild gesucht Die Wikipedia wünscht sich an dieser Stelle ein Bild vom hier behandelten Ort. Falls du dabei helfen möchtest, erklärt die Anleitung , wie das geht. BW |
| 52                 | Waldriede am Pfannenstiel                    | Herrliberg, Meilen                      | 166582            | 13,37                        | ⊙                     | 1994, 1996            | Bild gesucht Die Wikipedia wünscht sich an dieser Stelle ein Bild vom hier behandelten Ort. Falls du dabei helfen möchtest, erklärt die Anleitung , wie das geht. BW |
| 55                 | Hinter Guldenen                              | Herrliberg, Maur                        | 166573            | 3,09                         | ⊙                     | 1994                  | Bild gesucht Die Wikipedia wünscht sich an dieser Stelle ein Bild vom hier behandelten Ort. Falls du dabei helfen möchtest, erklärt die Anleitung , wie das geht. BW |
| 56                 | Bergmeilen                                   | Meilen                                  | 166601            | 8,46                         | ⊙                     | 1994, 2007            | Bild gesucht Die Wikipedia wünscht sich an dieser Stelle ein Bild vom hier behandelten Ort. Falls du dabei helfen möchtest, erklärt die Anleitung , wie das geht. BW |
| 57                 | Ambitzgi                                     | Wetzikon                                | 166575            | 12,18                        | ⊙                     | 1994                  | Bild gesucht Die Wikipedia wünscht sich an dieser Stelle ein Bild vom hier behandelten Ort. Falls du dabei helfen möchtest, erklärt die Anleitung , wie das geht. BW |
| 58                 | Wetziker Riet/Oberhöfler Riet/Schwändi/Hiwil | Gossau, Hinwil, Wetzikon                | 166572            | 42,69                        | ⊙                     | 1994, 1996, 2004      | Bild gesucht Die Wikipedia wünscht sich an dieser Stelle ein Bild vom hier behandelten Ort. Falls du dabei helfen möchtest, erklärt die Anleitung , wie das geht. BW |
| 65                 | Freecht                                      | Dürnten, Hinwil                         | 166586            | 16,16                        | ⊙                     | 1994                  | Bild gesucht Die Wikipedia wünscht sich an dieser Stelle ein Bild vom hier behandelten Ort. Falls du dabei helfen möchtest, erklärt die Anleitung , wie das geht. BW |
| 68                 | Auen                                         | Hombrechtikon, Stäfa                    | 166647            | 4,37                         | ⊙                     | 1994, 2007            | Bild gesucht Die Wikipedia wünscht sich an dieser Stelle ein Bild vom hier behandelten Ort. Falls du dabei helfen möchtest, erklärt die Anleitung , wie das geht. BW |
| 69                 | Ütziker Riet                                 | Hombrechtikon                           | 166642            | 9,78                         | ⊙                     | 1994                  | Bild gesucht Die Wikipedia wünscht sich an dieser Stelle ein Bild vom hier behandelten Ort. Falls du dabei helfen möchtest, erklärt die Anleitung , wie das geht. BW |
| 70                 | Seeweidsee                                   | Hombrechtikon                           | 166648            | 4,78                         | ⊙                     | 1994                  | Bild gesucht Die Wikipedia wünscht sich an dieser Stelle ein Bild vom hier behandelten Ort. Falls du dabei helfen möchtest, erklärt die Anleitung , wie das geht. BW |
| 71                 | Lutiker Ried                                 | Hombrechtikon                           | 166626            | 39,53                        | ⊙                     | 1994                  | Bild gesucht Die Wikipedia wünscht sich an dieser Stelle ein Bild vom hier behandelten Ort. Falls du dabei helfen möchtest, erklärt die Anleitung , wie das geht. BW |
| 73                 | Adletshuser Riet                             | Grüningen                               | 166617            | 3,85                         | ⊙                     | 1994                  | Bild gesucht Die Wikipedia wünscht sich an dieser Stelle ein Bild vom hier behandelten Ort. Falls du dabei helfen möchtest, erklärt die Anleitung , wie das geht. BW |
| 75                 | Itziker Riet/Reitbacher Riet                 | Bubikon, Grüningen                      | 166606            | 14,12                        | ⊙                     | 1994, 2007            | Bild gesucht Die Wikipedia wünscht sich an dieser Stelle ein Bild vom hier behandelten Ort. Falls du dabei helfen möchtest, erklärt die Anleitung , wie das geht. BW |
| 76                 | Laufenriet                                   | Bubikon                                 | 166611            | 10,65                        | ⊙                     | 1994                  | Bild gesucht Die Wikipedia wünscht sich an dieser Stelle ein Bild vom hier behandelten Ort. Falls du dabei helfen möchtest, erklärt die Anleitung , wie das geht. BW |
| 77                 | Bergli-Riet                                  | Bubikon                                 | 166616            | 6,05                         | ⊙                     | 1994                  | Bild gesucht Die Wikipedia wünscht sich an dieser Stelle ein Bild vom hier behandelten Ort. Falls du dabei helfen möchtest, erklärt die Anleitung , wie das geht. BW |
| 78                 | Hüsliriet                                    | Bubikon                                 | 166631            | 11,58                        | ⊙                     | 1994                  | Bild gesucht Die Wikipedia wünscht sich an dieser Stelle ein Bild vom hier behandelten Ort. Falls du dabei helfen möchtest, erklärt die Anleitung , wie das geht. BW |
| 79                 | Kämmoos                                      | Bubikon                                 | 166636            | 9,65                         | ⊙                     | 1994                  | Bild gesucht Die Wikipedia wünscht sich an dieser Stelle ein Bild vom hier behandelten Ort. Falls du dabei helfen möchtest, erklärt die Anleitung , wie das geht. BW |
| 80                 | Egelsee                                      | Bubikon                                 | 166644            | 13,99                        | ⊙                     | 1994                  | Bild gesucht Die Wikipedia wünscht sich an dieser Stelle ein Bild vom hier behandelten Ort. Falls du dabei helfen möchtest, erklärt die Anleitung , wie das geht. BW |
| 83                 | Turbenried im Rütiwald                       | Rüti                                    | 166653            | 3,17                         | ⊙                     | 1994                  | Bild gesucht Die Wikipedia wünscht sich an dieser Stelle ein Bild vom hier behandelten Ort. Falls du dabei helfen möchtest, erklärt die Anleitung , wie das geht. BW |
| 86                 | Sennhus                                      | Wädenswil                               | 166703            | 3,98                         | ⊙                     | 1994                  | Bild gesucht Die Wikipedia wünscht sich an dieser Stelle ein Bild vom hier behandelten Ort. Falls du dabei helfen möchtest, erklärt die Anleitung , wie das geht. BW |
| 87                 | Vorder Au                                    | Wädenswil                               | 166662            | 5,33                         | ⊙                     | 1994, 2017            | Bild gesucht Die Wikipedia wünscht sich an dieser Stelle ein Bild vom hier behandelten Ort. Falls du dabei helfen möchtest, erklärt die Anleitung , wie das geht. BW |
| 88                 | Am Ausee                                     | Wädenswil                               | 166658            | 3,45                         | ⊙                     | 1994                  | Bild gesucht Die Wikipedia wünscht sich an dieser Stelle ein Bild vom hier behandelten Ort. Falls du dabei helfen möchtest, erklärt die Anleitung , wie das geht. BW |
| 91                 | Tüfiried/Katzentobel                         | Hombrechtikon, Stäfa                    | 166674            | 6,60                         | ⊙                     | 1994                  | Bild gesucht Die Wikipedia wünscht sich an dieser Stelle ein Bild vom hier behandelten Ort. Falls du dabei helfen möchtest, erklärt die Anleitung , wie das geht. BW |
| 92                 | Feldbach                                     | Hombrechtikon                           | 166678            | 2,21                         | ⊙                     | 1996                  | Bild gesucht Die Wikipedia wünscht sich an dieser Stelle ein Bild vom hier behandelten Ort. Falls du dabei helfen möchtest, erklärt die Anleitung , wie das geht. BW |
| 149                | Seelisberg                                   | Fischenthal                             | 166563            | 4,73                         | ⊙                     | 1994                  | Bild gesucht Die Wikipedia wünscht sich an dieser Stelle ein Bild vom hier behandelten Ort. Falls du dabei helfen möchtest, erklärt die Anleitung , wie das geht. BW |
| 154                | Gmeindrüti-Ried/Moosried                     | Rüti                                    | 166634            | 2,09                         | ⊙                     | 1996                  | Bild gesucht Die Wikipedia wünscht sich an dieser Stelle ein Bild vom hier behandelten Ort. Falls du dabei helfen möchtest, erklärt die Anleitung , wie das geht. BW |
| 156                | Grossweier                                   | Rüti, Wald                              | 166646            | 7,01                         | ⊙                     | 1994                  | Bild gesucht Die Wikipedia wünscht sich an dieser Stelle ein Bild vom hier behandelten Ort. Falls du dabei helfen möchtest, erklärt die Anleitung , wie das geht. BW |
| 211                | Bichelsee                                    | ZH: Turbenthal TG: Bichelsee-Balterswil | 166496            | 7,41 (ZH: 3,11 TG: 4,30)     | ⊙                     | 1994                  | Bild gesucht Die Wikipedia wünscht sich an dieser Stelle ein Bild vom hier behandelten Ort. Falls du dabei helfen möchtest, erklärt die Anleitung , wie das geht. BW |
| 236                | Seewadel                                     | Gossau                                  | 347748            | 3,55                         | ⊙                     | 1994                  | Bild gesucht Die Wikipedia wünscht sich an dieser Stelle ein Bild vom hier behandelten Ort. Falls du dabei helfen möchtest, erklärt die Anleitung , wie das geht. BW |
| 432                | Hofschür                                     | Bäretswil                               | 166542            | 2,07                         | ⊙                     | 1994                  | Bild gesucht Die Wikipedia wünscht sich an dieser Stelle ein Bild vom hier behandelten Ort. Falls du dabei helfen möchtest, erklärt die Anleitung , wie das geht. BW |
| 434                | Wappenswiler Riet                            | Bäretswil                               | 166560            | 9,13                         | ⊙                     | 1994                  | Wappenswiler Ried |
| 435                | Fischenthaler Riet                           | Fischenthal                             | 166559            | 13,28                        | ⊙                     | 1996                  | Bild gesucht Die Wikipedia wünscht sich an dieser Stelle ein Bild vom hier behandelten Ort. Falls du dabei helfen möchtest, erklärt die Anleitung , wie das geht. BW |
| 834                | Neerer See                                   | Neerach                                 | 166473            | 12,95                        | ⊙                     | 1994                  | Bild gesucht Die Wikipedia wünscht sich an dieser Stelle ein Bild vom hier behandelten Ort. Falls du dabei helfen möchtest, erklärt die Anleitung , wie das geht. BW |
| 836                | Überg Mas                                    | Hochfelden                              | 166472            | 4,09                         | ⊙                     | 1994                  | Bild gesucht Die Wikipedia wünscht sich an dieser Stelle ein Bild vom hier behandelten Ort. Falls du dabei helfen möchtest, erklärt die Anleitung , wie das geht. BW |
| 838                | Warpeltal                                    | Embrach                                 | 166475            | 6,31                         | ⊙                     | 1994                  | Bild gesucht Die Wikipedia wünscht sich an dieser Stelle ein Bild vom hier behandelten Ort. Falls du dabei helfen möchtest, erklärt die Anleitung , wie das geht. BW |
| 839                | Mettmenhasler See                            | Niederhasli                             | 166483            | 6,03                         | ⊙                     | 1994                  | Bild gesucht Die Wikipedia wünscht sich an dieser Stelle ein Bild vom hier behandelten Ort. Falls du dabei helfen möchtest, erklärt die Anleitung , wie das geht. BW |
| 841                | Steinmaurer Riet                             | Dielsdorf, Steinmaur                    | 166479            | 11,87                        | ⊙                     | 1994                  | Steinmaurer Riet |
| 842                | Klotener Riet                                | Kloten, Oberglatt, Rümlang, Winkel      | 166485            | 29,09                        | ⊙                     | 1994, 1996            | Bild gesucht Die Wikipedia wünscht sich an dieser Stelle ein Bild vom hier behandelten Ort. Falls du dabei helfen möchtest, erklärt die Anleitung , wie das geht. BW |
| 845                | Goldenes Tor/Rüti Allmend                    | Kloten, Winkel                          | 166486            | 11,67                        | ⊙                     | 1994                  | Bild gesucht Die Wikipedia wünscht sich an dieser Stelle ein Bild vom hier behandelten Ort. Falls du dabei helfen möchtest, erklärt die Anleitung , wie das geht. BW |
| 846                | Winkler Allmend                              | Oberglatt, Winkel                       | 166480            | 20,32                        | ⊙                     | 1994, 1996, 2017      | Bild gesucht Die Wikipedia wünscht sich an dieser Stelle ein Bild vom hier behandelten Ort. Falls du dabei helfen möchtest, erklärt die Anleitung , wie das geht. BW |
| 848                | Chräenriet                                   | Regensdorf                              | 166503            | 1,63                         | ⊙                     | 1994                  | Bild gesucht Die Wikipedia wünscht sich an dieser Stelle ein Bild vom hier behandelten Ort. Falls du dabei helfen möchtest, erklärt die Anleitung , wie das geht. BW |
| 849                | Chatzensee                                   | Regensdorf, Zürich                      | 166502            | 15,08                        | ⊙                     | 1994                  | Bild gesucht Die Wikipedia wünscht sich an dieser Stelle ein Bild vom hier behandelten Ort. Falls du dabei helfen möchtest, erklärt die Anleitung , wie das geht. BW |
| 850                | Hänsiried                                    | Regensdorf, Zürich                      | 166506            | 9,07                         | ⊙                     | 1994                  | Bild gesucht Die Wikipedia wünscht sich an dieser Stelle ein Bild vom hier behandelten Ort. Falls du dabei helfen möchtest, erklärt die Anleitung , wie das geht. BW |
| 851                | Allmend beim Chatzensee                      | Zürich                                  | 166504            | 7,11                         | ⊙                     | 1994, 2017            | Bild gesucht Die Wikipedia wünscht sich an dieser Stelle ein Bild vom hier behandelten Ort. Falls du dabei helfen möchtest, erklärt die Anleitung , wie das geht. BW |
| 852                | Gstöck/Ifang                                 | Oberglatt, Rümlang                      | 166492            | 7,89                         | ⊙                     | 1994                  | Bild gesucht Die Wikipedia wünscht sich an dieser Stelle ein Bild vom hier behandelten Ort. Falls du dabei helfen möchtest, erklärt die Anleitung , wie das geht. BW |
| 853                | Schlosswinkel/Peterli                        | Oberglatt, Rümlang                      | 166487            | 12,29                        | ⊙                     | 1994                  | Bild gesucht Die Wikipedia wünscht sich an dieser Stelle ein Bild vom hier behandelten Ort. Falls du dabei helfen möchtest, erklärt die Anleitung , wie das geht. BW |
| 856                | Eigental-Riede                               | Kloten                                  | 166494            | 6,77                         | ⊙                     | 1994, 2017            | Bild gesucht Die Wikipedia wünscht sich an dieser Stelle ein Bild vom hier behandelten Ort. Falls du dabei helfen möchtest, erklärt die Anleitung , wie das geht. BW |
| 859                | Boppelser Weid                               | Boppelsen, Buchs                        | 166490            | 7,48                         | ⊙                     | 1994                  | Boppelser Weid |
| 862                | Langenmoos                                   | Weiningen                               | 166507            | 3,95                         | ⊙                     | 1994                  | Bild gesucht Die Wikipedia wünscht sich an dieser Stelle ein Bild vom hier behandelten Ort. Falls du dabei helfen möchtest, erklärt die Anleitung , wie das geht. BW |
| 865                | Schachen                                     | Dietikon                                | 166508            | 12,96                        | ⊙                     | 1994                  | |
| 868                | Moos Schönenhof                              | Wallisellen                             | 166509            | 4,83                         | ⊙                     | 1994                  | Bild gesucht Die Wikipedia wünscht sich an dieser Stelle ein Bild vom hier behandelten Ort. Falls du dabei helfen möchtest, erklärt die Anleitung , wie das geht. BW |
| 869                | Hueb                                         | Zürich                                  | 166532            | 2,89                         | ⊙                     | 1994                  | Bild gesucht Die Wikipedia wünscht sich an dieser Stelle ein Bild vom hier behandelten Ort. Falls du dabei helfen möchtest, erklärt die Anleitung , wie das geht. BW |
| 871                | Beerimoos                                    | Wettswil am Albis                       | 166554            | 2,97                         | ⊙                     | 1994                  | Bild gesucht Die Wikipedia wünscht sich an dieser Stelle ein Bild vom hier behandelten Ort. Falls du dabei helfen möchtest, erklärt die Anleitung , wie das geht. BW |
| 981                | Erztal                                       | Schlatt, Zell                           | 166488            | 7,58                         | ⊙                     | 1994                  | Bild gesucht Die Wikipedia wünscht sich an dieser Stelle ein Bild vom hier behandelten Ort. Falls du dabei helfen möchtest, erklärt die Anleitung , wie das geht. BW |
| 983                | Rod                                          | Wila, Wildberg                          | 166505            | 6,46                         | ⊙                     | 1994                  | Bild gesucht Die Wikipedia wünscht sich an dieser Stelle ein Bild vom hier behandelten Ort. Falls du dabei helfen möchtest, erklärt die Anleitung , wie das geht. BW |
| 1146               | Rechbergmoosbachriede                        | Hirzel, Schönenberg                     | 166720            | 6,57                         | ⊙                     | 1994                  | Bild gesucht Die Wikipedia wünscht sich an dieser Stelle ein Bild vom hier behandelten Ort. Falls du dabei helfen möchtest, erklärt die Anleitung , wie das geht. BW |
| 1147               | Chaltenboden                                 | Schönenberg, Wädenswil                  | 168281            | 7,42                         | ⊙                     | 1994, 2017            | Bild gesucht Die Wikipedia wünscht sich an dieser Stelle ein Bild vom hier behandelten Ort. Falls du dabei helfen möchtest, erklärt die Anleitung , wie das geht. BW |
| 1151               | Hinterbergried                               | Schönenberg                             | 168288            | 16,04                        | ⊙                     | 1994, 2017            | Bild gesucht Die Wikipedia wünscht sich an dieser Stelle ein Bild vom hier behandelten Ort. Falls du dabei helfen möchtest, erklärt die Anleitung , wie das geht. BW |
| 1152               | Sagenhölzliriede                             | Schönenberg                             | 168297            | 3,52                         | ⊙                     | 1994, 2017            | Bild gesucht Die Wikipedia wünscht sich an dieser Stelle ein Bild vom hier behandelten Ort. Falls du dabei helfen möchtest, erklärt die Anleitung , wie das geht. BW |
| 1155               | Mülibachried                                 | Schönenberg                             | 168302            | 6,42                         | ⊙                     | 1994                  | Bild gesucht Die Wikipedia wünscht sich an dieser Stelle ein Bild vom hier behandelten Ort. Falls du dabei helfen möchtest, erklärt die Anleitung , wie das geht. BW |
| 1156               | Hüttner Seeli                                | ZH: Hütten, Richterswil SZ: Wollerau    | 168309            | 32,12 (ZH: 26,34 SZ: 5,78)   | ⊙                     | 1994, 1996            | Bild gesucht Die Wikipedia wünscht sich an dieser Stelle ein Bild vom hier behandelten Ort. Falls du dabei helfen möchtest, erklärt die Anleitung , wie das geht. BW |
| 1297               | Neeracher Riet                               | Höri, Neerach, Niederglatt              | 166474            | 102,14                       | ⊙                     | 1994, 2017            | |
| 1515               | Oerlinger Riet                               | Kleinandelfingen                        | 166458            | 5,84                         | ⊙                     | 1994                  | Bild gesucht Die Wikipedia wünscht sich an dieser Stelle ein Bild vom hier behandelten Ort. Falls du dabei helfen möchtest, erklärt die Anleitung , wie das geht. BW |
| 1516               | Dachsenhuser Riet                            | Ossingen                                | 166459            | 2,51                         | ⊙                     | 1994                  | Bild gesucht Die Wikipedia wünscht sich an dieser Stelle ein Bild vom hier behandelten Ort. Falls du dabei helfen möchtest, erklärt die Anleitung , wie das geht. BW |
| 1518               | Husemersee                                   | Ossingen                                | 166457            | 10,16                        | ⊙                     | 1994                  | Bild gesucht Die Wikipedia wünscht sich an dieser Stelle ein Bild vom hier behandelten Ort. Falls du dabei helfen möchtest, erklärt die Anleitung , wie das geht. BW |
| 1519               | Truttikerried                                | Truttikon                               | 166455            | 2,86                         | ⊙                     | 1996                  | Bild gesucht Die Wikipedia wünscht sich an dieser Stelle ein Bild vom hier behandelten Ort. Falls du dabei helfen möchtest, erklärt die Anleitung , wie das geht. BW |
| 1521               | Barchetsee                                   | ZH: Waltalingen TG: Neunforn            | 166460            | 8,81 (ZH: 1,23 TG: 7,58)     | ⊙                     | 1996                  | Bild gesucht Die Wikipedia wünscht sich an dieser Stelle ein Bild vom hier behandelten Ort. Falls du dabei helfen möchtest, erklärt die Anleitung , wie das geht. BW |
| 1527               | Dürrenbiel                                   | Henggart, Hettlingen                    | 166466            | 2,05                         | ⊙                     | 1994                  | |
| 1528               | Baldisriet                                   | Hettlingen                              | 166467            | 2,77                         | ⊙                     | 1994                  | Bild gesucht Die Wikipedia wünscht sich an dieser Stelle ein Bild vom hier behandelten Ort. Falls du dabei helfen möchtest, erklärt die Anleitung , wie das geht. BW |
| 1529               | Gurisee                                      | Dägerlen, Dinhard                       | 166464            | 1,28                         | ⊙                     | 1994                  | |
| 2168               | Wollwisli                                    | Wangen-Brüttisellen                     | 166513            | 1,53                         | ⊙                     | 1996                  | Bild gesucht Die Wikipedia wünscht sich an dieser Stelle ein Bild vom hier behandelten Ort. Falls du dabei helfen möchtest, erklärt die Anleitung , wie das geht. BW |
| 2169               | Örmis                                        | Illnau-Effretikon                       | 166510            | 4,20                         | ⊙                     | 1994                  | Bild gesucht Die Wikipedia wünscht sich an dieser Stelle ein Bild vom hier behandelten Ort. Falls du dabei helfen möchtest, erklärt die Anleitung , wie das geht. BW |
| 2170               | Wildert                                      | Illnau-Effretikon, Volketswil           | 166520            | 10,10                        | ⊙                     | 1994                  | Bild gesucht Die Wikipedia wünscht sich an dieser Stelle ein Bild vom hier behandelten Ort. Falls du dabei helfen möchtest, erklärt die Anleitung , wie das geht. BW |
| 2174               | Russiker Riet                                | Russikon                                | 166522            | 3,56                         | ⊙                     | 1994                  | Bild gesucht Die Wikipedia wünscht sich an dieser Stelle ein Bild vom hier behandelten Ort. Falls du dabei helfen möchtest, erklärt die Anleitung , wie das geht. BW |
| 2175               | Madetswiler Riet                             | Russikon                                | 166511            | 2,57                         | ⊙                     | 1994                  | Bild gesucht Die Wikipedia wünscht sich an dieser Stelle ein Bild vom hier behandelten Ort. Falls du dabei helfen möchtest, erklärt die Anleitung , wie das geht. BW |
| 2182               | Schnäggenwald                                | Wila, Wildberg                          | 166512            | 7,83                         | ⊙                     | 1994                  | Bild gesucht Die Wikipedia wünscht sich an dieser Stelle ein Bild vom hier behandelten Ort. Falls du dabei helfen möchtest, erklärt die Anleitung , wie das geht. BW |
| 2184               | Ried Reinisbachtal                           | Wila, Wildberg                          | 166517            | 3,96                         | ⊙                     | 1994                  | Bild gesucht Die Wikipedia wünscht sich an dieser Stelle ein Bild vom hier behandelten Ort. Falls du dabei helfen möchtest, erklärt die Anleitung , wie das geht. BW |
| 2186               | Chrutzelried                                 | Schwerzenbach, Volketswil               | 166523            | 4,16                         | ⊙                     | 1994, 2017            | Bild gesucht Die Wikipedia wünscht sich an dieser Stelle ein Bild vom hier behandelten Ort. Falls du dabei helfen möchtest, erklärt die Anleitung , wie das geht. BW |
| 2187               | Storen                                       | Greifensee, Uster                       | 166535            | 11,73                        | ⊙                     | 1994, 2017            | Bild gesucht Die Wikipedia wünscht sich an dieser Stelle ein Bild vom hier behandelten Ort. Falls du dabei helfen möchtest, erklärt die Anleitung , wie das geht. BW |
| 2188               | Böschen/Suelen/Stritgfänn                    | Fällanden, Greifensee, Schwerzenbach    | 166525            | 67,85                        | ⊙                     | 1994                  | |
| 2189               | Hoperen/Hirzerenweid                         | Uster                                   | 166531            | 5,52                         | ⊙                     | 1994                  | Bild gesucht Die Wikipedia wünscht sich an dieser Stelle ein Bild vom hier behandelten Ort. Falls du dabei helfen möchtest, erklärt die Anleitung , wie das geht. BW |
| 2190               | Glattenriet                                  | Uster                                   | 166534            | 13,31                        | ⊙                     | 1994, 1996            | Bild gesucht Die Wikipedia wünscht sich an dieser Stelle ein Bild vom hier behandelten Ort. Falls du dabei helfen möchtest, erklärt die Anleitung , wie das geht. BW |
| 2197               | Bergholzriet/Ankenriet                       | Uster                                   | 166553            | 8,68                         | ⊙                     | 1994, 1996            | Bild gesucht Die Wikipedia wünscht sich an dieser Stelle ein Bild vom hier behandelten Ort. Falls du dabei helfen möchtest, erklärt die Anleitung , wie das geht. BW |
| 2199               | Seewisen/Hostig                              | Egg, Maur, Mönchaltorf, Uster           | 166552            | 56,20                        | ⊙                     | 1994, 1996, 2007      | Bild gesucht Die Wikipedia wünscht sich an dieser Stelle ein Bild vom hier behandelten Ort. Falls du dabei helfen möchtest, erklärt die Anleitung , wie das geht. BW |
| 2201               | Sackriet                                     | Seegraben                               | 166551            | 3,59                         | ⊙                     | 1994                  | Bild gesucht Die Wikipedia wünscht sich an dieser Stelle ein Bild vom hier behandelten Ort. Falls du dabei helfen möchtest, erklärt die Anleitung , wie das geht. BW |
| 2202               | Seewadel                                     | Uster                                   | 166557            | 2,26                         | ⊙                     | 1996                  | Bild gesucht Die Wikipedia wünscht sich an dieser Stelle ein Bild vom hier behandelten Ort. Falls du dabei helfen möchtest, erklärt die Anleitung , wie das geht. BW |
| 2203               | Pfaffenbrunnen                               | Hittnau                                 | 166545            | 2,20                         | ⊙                     | 1994                  | Bild gesucht Die Wikipedia wünscht sich an dieser Stelle ein Bild vom hier behandelten Ort. Falls du dabei helfen möchtest, erklärt die Anleitung , wie das geht. BW |
| 2204               | Zisetsriet                                   | Bäretswil, Hittnau                      | 166543            | 2,88                         | ⊙                     | 1994                  | Bild gesucht Die Wikipedia wünscht sich an dieser Stelle ein Bild vom hier behandelten Ort. Falls du dabei helfen möchtest, erklärt die Anleitung , wie das geht. BW |
| 2205               | Grabenriet/Grossriet                         | Bäretswil                               | 166544            | 10,18                        | ⊙                     | 1994                  | Bild gesucht Die Wikipedia wünscht sich an dieser Stelle ein Bild vom hier behandelten Ort. Falls du dabei helfen möchtest, erklärt die Anleitung , wie das geht. BW |
| 2207               | Hüttenriet                                   | Bäretswil                               | 166549            | 5,04                         | ⊙                     | 1998                  | Hüttenried |
| 2209               | Näppenacher                                  | Bäretswil, Wetzikon                     | 166550            | 3,44                         | ⊙                     | 1994                  | Bild gesucht Die Wikipedia wünscht sich an dieser Stelle ein Bild vom hier behandelten Ort. Falls du dabei helfen möchtest, erklärt die Anleitung , wie das geht. BW |
| 2210               | Hofhalden                                    | Hittnau                                 | 166547            | 1,66                         | ⊙                     | 1994, 1996            | Bild gesucht Die Wikipedia wünscht sich an dieser Stelle ein Bild vom hier behandelten Ort. Falls du dabei helfen möchtest, erklärt die Anleitung , wie das geht. BW |
| 2211               | Giwitzenried/Bächliried                      | Pfäffikon, Seegräben                    | 166533            | 31,82                        | ⊙                     | 1994, 1996            | Bild gesucht Die Wikipedia wünscht sich an dieser Stelle ein Bild vom hier behandelten Ort. Falls du dabei helfen möchtest, erklärt die Anleitung , wie das geht. BW |
| 2212               | Robenhauserriet/Pfäffikersee                 | Pfäffikon, Seegräben, Wetzikon          | 166537            | 199,79                       | ⊙                     | 1994                  | |
| 2334               | Weberzopf                                    | ZH: Richterswil SZ: Wollerau            | 168301            | 8,45 (ZH: 1,52 SZ: 6,93)     | ⊙                     | 1996                  | Bild gesucht Die Wikipedia wünscht sich an dieser Stelle ein Bild vom hier behandelten Ort. Falls du dabei helfen möchtest, erklärt die Anleitung , wie das geht. BW |
| 2616               | Gubelried                                    | Schönenberg                             | 168294            | 3,34                         | ⊙                     | 1994                  | Bild gesucht Die Wikipedia wünscht sich an dieser Stelle ein Bild vom hier behandelten Ort. Falls du dabei helfen möchtest, erklärt die Anleitung , wie das geht. BW |
| 2779               | Rüss-Spitz/Wannhüseren                       | ZH: Maschwanden ZG: Cham, Hünenberg     | 166668            | 122,87 (ZH: 29,49 ZG: 93,38) | ⊙                     | 1994, 2007            | |
| 3848               | Hagenholz                                    | Kappel am Albis, Rifferswil             | 148832            | 1,65                         | ⊙                     | 1996                  | Bild gesucht Die Wikipedia wünscht sich an dieser Stelle ein Bild vom hier behandelten Ort. Falls du dabei helfen möchtest, erklärt die Anleitung , wie das geht. BW |
| 3849               | Chrutzelen                                   | Hausen am Albis, Rifferswil             | 166660            | 1,96                         | ⊙                     | 1996                  | Bild gesucht Die Wikipedia wünscht sich an dieser Stelle ein Bild vom hier behandelten Ort. Falls du dabei helfen möchtest, erklärt die Anleitung , wie das geht. BW |
| 6000               | Underäntschberg                              | Bassersdorf, Kloten                     | 555597120         | 1,30                         | ⊙                     | 2017                  | Flachmoor Underäntschberg |
| 6001               | Pantli                                       | Kloten                                  | 555597121         | 1,52                         | ⊙                     | 2017                  | Bild gesucht Die Wikipedia wünscht sich an dieser Stelle ein Bild vom hier behandelten Ort. Falls du dabei helfen möchtest, erklärt die Anleitung , wie das geht. BW |
| 127                | Objekte insgesamt                            | Objekte insgesamt                       | Objekte insgesamt | 1'465,00                     | ha gesamte Moorfläche | ha gesamte Moorfläche | ha gesamte Moorfläche |